# 鳥山明のヘタッピマンガ研究所
『鳥山明のヘタッピマンガ研究所』（とりやまあきらのヘタッピマンガけんきゅうじょ）は、鳥山明とさくまあきらの共著による日本の漫画作品。サブタイトルは「あなたも 漫画家になれる！かもしれないの巻」。1982年10月号より1984年3月号まで『フレッシュジャンプ』（集英社）に連載され、1985年に単行本化された。

## 概要
連載はコオロギをロボット風に擬人化したヘタッピ君に、鳥山明がマンガの描き方をレクチャーする漫画と、読者から送られてきた漫画作品を鳥山が添削する（ツッコミを入れる）パートから構成されていた。
マンガの描き方や作画、キャラクター設定、ストーリーの進め方などをわかりやすく簡潔にまとめた作品。作者の遊びや雰囲気が十分にかもし出されたものであり、マンガというものの楽しさを鳥山イズムで伝えてくれる。読者からの質問「どうやったら絵（または漫画）がうまく描けるようになりますか？」というものに一辺に答えた作品であるとも言える。
しかし、それらを集めても単行本1冊に満たないため、コミックス後半部分（実践パート）は当時『週刊少年ジャンプ』の投稿募集ページのイラストを担当していた西村まさのりが描いている。

## 単行本構成
ヘタッピマンガ研究所
メイン企画。『フレッシュジャンプ』に掲載された全12回+特別編を掲載。基本的にキャラクターの特徴付けなど基礎と言える内容が多く『ジャンプ』の主要読者層である小学生向けの感が強いが、原稿用紙の説明など本格的な回もあった。特別編では原稿持込の流れについて描かれている。
トリヤママンガスクール
連載では紹介されなかった道具や描写についての詳しい解説が行われている。カットは西村まさのり。鳥山の写真が何枚も掲載されている。
ヘタッピマンガレポート
読者から送られたヘタッピマンガを取り上げ、アドバイスや批評を行っている（一部の上手い作品は趣旨に合わないとして小さく掲載された）。大抵の投稿作品には、必ず一つは褒められる部分があった。
おまけ編
『Dr.スランプ』のキャラクターの描き方を紹介。

## 逸話
- 鳥嶋和彦が作中漫画の主人公（とんでもない性格の持ち主）のモデルや、ヘタッピ君の持ち込みを担当した編集者として登場している（漫画の主人公にした時は、「原作はさくまさんですから」という言い訳が書かれている[2]）。
- 2008年、創刊40周年企画の一環として『週刊少年ジャンプ』22・23号より『ヘタッピマンガ研究所R』（作：村田雄介）の月1回連載が開始。2010年24号まで続いた。
- 2013年、マキシマムザホルモンの7枚目のアルバム『予襲復讐』収録のタイトルトラック「予襲復讐」の歌詞に「“ヘタッピマンガ研究所”がバイブル」と書かれている。